# 田邊恭資
田邊 恭資（たなべ きょうすけ、1980年（昭和55年）- ）は能楽師（小鼓方大倉流）である。

## 概説
1980年（昭和55年）に新潟県新潟市で生まれる。法政大学法学部在学時代、能楽サークルで謡・囃子をはじめとする能楽に初めて出合い、動と静を力強く内包する能楽の世界に魅せられる。卒業後は国立能楽堂の第7期研修生として6年間、囃子方の修行を積み、小鼓方大倉流宗家で人間国宝の大倉源次郎に師事した。公益社団法人能楽協会会員。

## 脚註